# TC Electronic
TC Electronic est une entreprise danoise d'équipement audio qui produit des pédales d'effets, des amplificateurs pour basses, des interfaces audio, des plugins audio, et du matériel de studio.
L'entreprise est fondée en 1976 par les frères Kim et John Rishoj à Aarhus. En 1998, le groupe TC est formé, rassemblant plusieurs marques dont TC Electronic, TC Helicon, Tannoy, Lake, etc. En 2015, l'entreprise rejoint Music Tribe, un consortium de marques incluant Behringer, Bugera, Midas ou encore Turbosound.

## Références

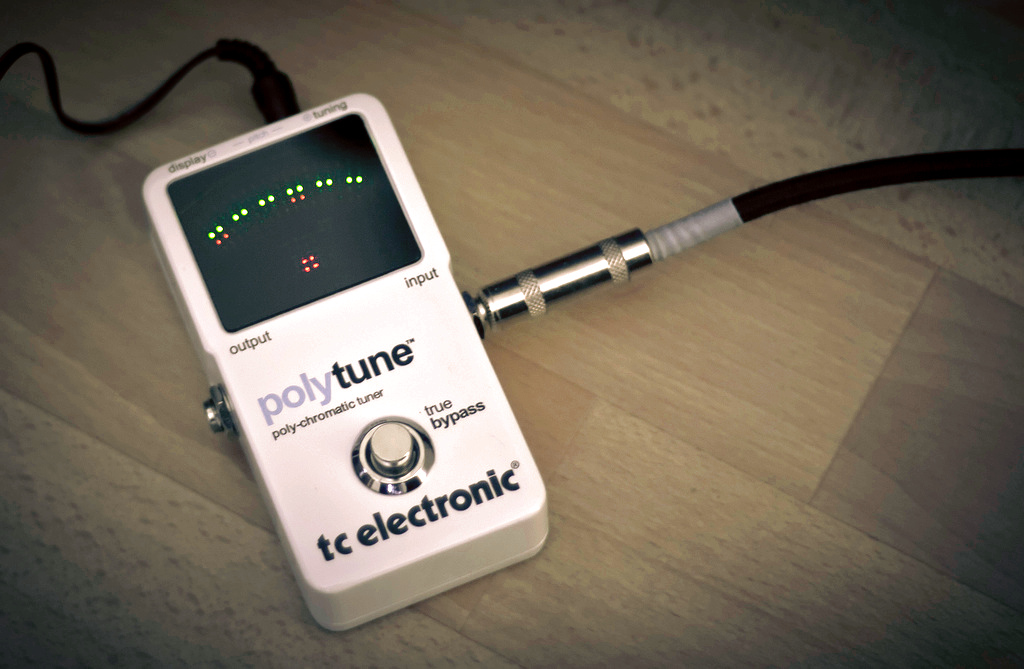
Le PolyTune, accordeur au format pédale.